# 紅樺色
紅樺色（べにかばいろ）とは、樺（蒲）色の赤色がかったもの。やや茶色っぽい赤橙色。
ふつう、表記は「紅樺色」だが、「樺」あるいは「椛」は借字で、「蒲」が本来の表記。基本色である「樺色」はカバノキの樹皮のようなくすんだ灰褐色ではなく、ガマの穂のような、橙色に近い、やや明るい黄褐色である。ただし、蒲色とその派生の色は、「樺色」と表記されることが多い。
江戸時代後期の染色指南書「手鑑模様節用」によれば、別名「紅柑子（）」。一般には「紅うこん」と呼ばれているとある。

## 概説
江戸時代中期に小袖の地色として好まれた色で、朱さくら（かばさくら）という風雅な名前でも呼ばれた。
紅うこんと同色であれば、字義通りベニバナとウコンで染める（ただし、江戸時代の紅鬱金の染色についての文献では、実際にはウコンと、アカネやスオウで染める方法が一般的とある）。
ただし、明治初めに描かれた「紅蒲形付の事」には、阿膠（ロバから取ったゼラチン）を水に溶いて反物に引き、カリヤスを明礬で発色させ染めたものを石灰水にくぐらせるとある。